# Blagdon
Blagdon – wieś w Anglii, w hrabstwie ceremonialnym Somerset, w dystrykcie (unitary authority) North Somerset. Leży 17 km na południowy zachód od miasta Bristol i 181 km na zachód od Londynu. W 2001 miejscowość liczyła 1172 mieszkańców.